# Le Neufour
Le Neufour is een gemeente in het Franse departement Meuse (regio Grand Est) en telt 77 inwoners (2009). De plaats maakt deel uit van het arrondissement Verdun.

## Geografie
De oppervlakte van Le Neufour bedraagt 0,9 km², de bevolkingsdichtheid is dus 85,6 inwoners per km².
De onderstaande kaart toont de ligging van Le Neufour met de belangrijkste infrastructuur en aangrenzende gemeenten.

## Demografie
Onderstaande figuur toont het verloop van het inwonertal (bron: INSEE-tellingen).